# Guinearävsångare
Guinearävsångare (Bathmocercus cerviniventris) är en fågel i familjen cistikolor inom ordningen tättingar.

## Utseende och läten
Guinearävsångare är en liten (12–13 cm) i rostbrunt, brunt och svart. Hanen är svart på huvud och bröst, kastanjebrun på buk och flanker och brun på ovansidan med mörkare ving och stjärt. Honan är mer färglöst brun med något ljusare strupe. Lätet är en distinkt, genomträngande och insektslik tretonig vissling.

## Utbredning och status
Fågeln förekommer från Sierra Leone till sydöstra Guinea, Liberia, Elfenbenskusten och Ghana. IUCN anser att det råder kunskapsbrist kring artens hotstatus.

## Familjetillhörighet
Cistikolorna behandlades tidigare som en del av den stora familjen sångare (Sylviidae). Genetiska studier har dock visat att sångarna inte är varandras närmaste släktingar. Istället är de en del av en klad som även omfattar timalior, lärkor, bulbyler, stjärtmesar och svalor. Idag delas därför Sylviidae upp i ett antal familjer, däribland Cisticolidae.

### Namn
Arten kallades tidigare guinearostsångare, men tilldelades ett nytt officiellt namn av Birdlife Sveriges taxonomikommitté, för att skilja den från den ej närbesläktade rostsångaren.